# Жолендниця (Великопольське воєводство)
Жолендниця (пол. Żołędnica, нім. Eichelhof) — село в Польщі, у гміні Равич Равицького повіту Великопольського воєводства.
Населення — 479 осіб (2011).
У 1975-1998 роках село належало до Лешненського воєводства.

## Демографія
Демографічна структура станом на 31 березня 2011 року:
|          | Загалом | Допрацездатний вік | Працездатний вік | Постпрацездатний вік |
| -------- | ------- | ------------------ | ---------------- | -------------------- |
| Чоловіки | 242     | 43                 | 178              | 21                   |
| Жінки    | 237     | 52                 | 147              | 38                   |
| Разом    | 479     | 95                 | 325              | 59                   |